# Lijst van Castniidae
De lijst van Castniidae omvat de volgende taxa, die deel uitmaken van de vlinderfamilie van de Castniidae:
Onderfamilie Castniinae
- Tribus Castniini
  - Amauta
    - Amauta ambatensis
    - Amauta cacica
    - Amauta hodeei
    - Amauta papilionaris

  - Athis
    - Athis ahala
    - Athis amalthaea
    - Athis bogota
    - Athis clitarcha
    - Athis delecta
    - Athis flavimaculata
    - Athis fuscorubra
    - Athis hechtiae
    - Athis inca
    - Athis palatinus
    - Athis pinchoni
    - Athis rutila
    - Athis superba
    - Athis therapon
    - Athis thysanete

  - Castnia
    - Castnia estherae
    - Castnia eudesmia
    - Castnia fernandezi
    - Castnia invaria
    - Castnia juturna
    - Castnia lecerfi

  - Castniomera
    - Castniomera atymnius

  - Corybantes
    - Corybantes dolopia
    - Corybantes mathani
    - Corybantes pylades
    - Corybantes veraguana

  - Eupalamides
    - Eupalamides boliviensis
    - Eupalamides cyparissias
    - Eupalamides geron
    - Eupalamides guyanensis
    - Eupalamides preissi

  - Feschaeria
    - Feschaeria amycus

  - Geyeria
    - Geyeria decussata
    - Geyeria huebneri
    - Geyeria uruguayana

  - Haemonides
    - Haemonides candida
    - Haemonides cronida
    - Haemonides cronis

  - Hista
    - Hista fabricii
    - Hista hegemon

  - Imara
    - Imara pallasia
    - Imara satrapes

  - Ircila
    - Ircila hecate

  - Lapaeumides
    - Lapaeumides actor
    - Lapaeumides ctesiphon
    - Lapaeumides zerynthia

  - Spilopastes
    - Spilopastes galinthias

  - Synpalamides
    - Synpalamides chelone
    - Synpalamides escalantei
    - Synpalamides orestes
    - Synpalamides phalaris
    - Synpalamides rubrophalaris

  - Telchin
    - Telchin licus
    - Telchin syphax

  - Xanthocastnia
    - Xanthocastnia evalthe

  - Yagra
    - Yagra dalmannii
    - Yagra fonscolombe
- Tribus Gazerini
  - Castnius
    - Castnius marcus
    - Castnius pelasgus

  - Ceretes
    - Ceretes marcelserres
    - Ceretes thais

  - Divana
    - Divana diva

  - Duboisvalia
    - Duboisvalia cononia
    - Duboisvalia ecuadoria
    - Duboisvalia simulans

  - Frostetola
    - Frostetola gramivora

  - Gazera
    - Gazera heliconioides

  - Mirocastnia
    - Mirocastnia canis
    - Mirocastnia pyrrhopygoides
    - Mirocastnia smalli

  - Oiticicastnia
    - Oiticicastnia erycina

  - Paysandisia
    - Paysandisia archon - Palmmot

  - Prometheus
    - Prometheus cochrus

  - Riechia
    - Riechia acraeoides

  - Tosxampila
    - Tosxampila annae
    - Tosxampila mimica

  - Zegara
    - Zegara personata
    - Zegara zagraea
- Tribus Synemonini
  - Synemon
    - Synemon austera
    - Synemon brontias
    - Synemon catocaloides
    - Synemon collecta
    - Synemon directa
    - Synemon discalis
    - Synemon gratiosa
    - Synemon heliopis
    - Synemon icaria
    - Synemon laeta
    - Synemon leucospila
    - Synemon magnifica
    - Synemon maja
    - Synemon nais
    - Synemon notha
    - Synemon nupta
    - Synemon obscurella
    - Synemon parthenoides
    - Synemon phaeoptila
    - Synemon plana
    - Synemon selene
    - Synemon sophia
    - Synemon theresa
    - Synemon wulwulam

Onderfamilie Tascininae
- Tascina
  - Tascina dalattensis
  - Tascina orientalis
  - Tascina metallica
  - Tascina nicevillei